# Občanská participace
Občanská participace nebo participace veřejnosti ve společenských vědách odkazuje na různé mechanismy pro veřejnost k vyjadřování názorů – a v ideálním případě k ovlivňování – ohledně politických, ekonomických, manažerských nebo jiných společenských rozhodnutí. Participativní rozhodování se může odehrávat v jakékoli oblasti lidské sociální činnosti, včetně ekonomické (tj . participativní ekonomika), politické (tj . participativní demokracie nebo parpolitnost), managementu (tj . participativní management), kulturní (tj . polykulturalismus) nebo rodinné. 

## Politika
Smyslem demokracie je podle Jean-Jacques Rousseaua, aby se občané podíleli na vládě. Proti čisté představě reprezentativní demokracie, kde občané svěří rozhodování zvoleným zástupcům, Rousseau a mnozí další zastávají představu Participativní demokracie, jež se může projevovat například referendy, veřejnou diskusí a podobně.

## Městská participace

#### Participativní rozpočtování
Participativní rozpočet je inovativní způsob hospodaření s veřejnými financemi. Radnice vyhradí část peněz pro projekty, které budou iniciovat sami občané. Místní totiž nejlépe vědí co je v jejich okolí potřeba zlepšit. Obyvatelé města tak dostanou příležitost navrhnout, jak peníze využít a hlasováním rozhodnou, který projekt město zrealizuje. Radnice se pro změnu seznámí s problémy občanů a zlepší lepší vztah s veřejností. Mezi prvními v ČR bylo participativního rozpočtování použito v obcích Nelahozeves, Příbor, Pržno a Třanovice v letech 2012-2014.

#### Participativní projekty ve městech
Ve městě je možné zlepšit veřejný prostor pomocí participativních projektů. Jedná se o způsob, jak propojit zainteresovanou veřejnost s experty (architekty, urbanisty a odborníky na dopravu a územní rozvoj), skloubit jejich návrhy s požadavky při zkvalitnění veřejných prostor a uzpůsobit projekt jak z hlediska funkčního designu, tak z hlediska potřeb občanů. Projekt je výsledkem spolupráce veřejnosti, odborníků s možnostmi a prostředky radnice. Radnice umožňuje občanům zapojit se do veřejné debaty, rozhodování o svém okolí a jejím cílem je zdokonalit rozhodovací proces tak, aby změny vedly ke spokojenosti obyvatel, dlouhodobě sloužily svému účelu a celkově umožňovaly rozvíjet své okolí jako harmonického místa k životu.

## Školní participace
Participativní rozpočet na školách je upravenou formou městského participativního rozpočtování. Vedení základní nebo střední školy vyčlení část peněz ze školního rozpočtu. Žáci a studenti vymyslí a navrhnou projekty, které mají zlepšit prostředí nebo atmosféru ve škole. Následně o projektech hlasuje celá škola a vítězný projekt se ve škole bezprostředně zrealizuje.